# Fertőrákos
Fertőrákos (Duits: Kroisbach) is een plaats die ligt in West-Hongarije in het Győr-Moson-Sopron comitaat, en ligt op 9 km ten noordoosten van Sopron.
Hier ligt een imponerend grote steengroeve die al in de Romeinse tijd werd gebruikt. De reusachtige steenblokken doen denken aan Egyptische rotstempels. In de steengroeve worden iedere zomer concerten gegeven in het kader van de feestweken van Sopron.

## Galerij

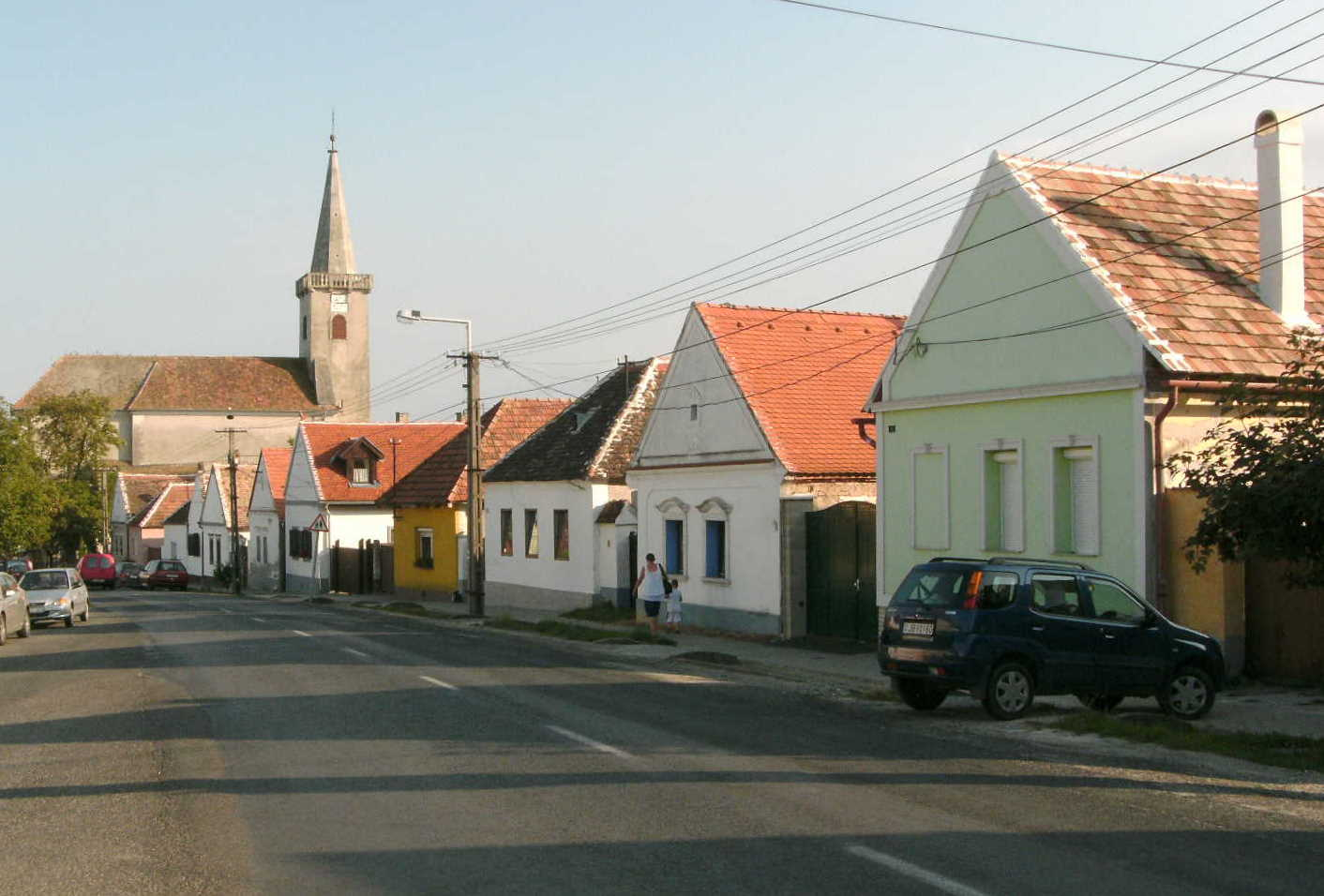
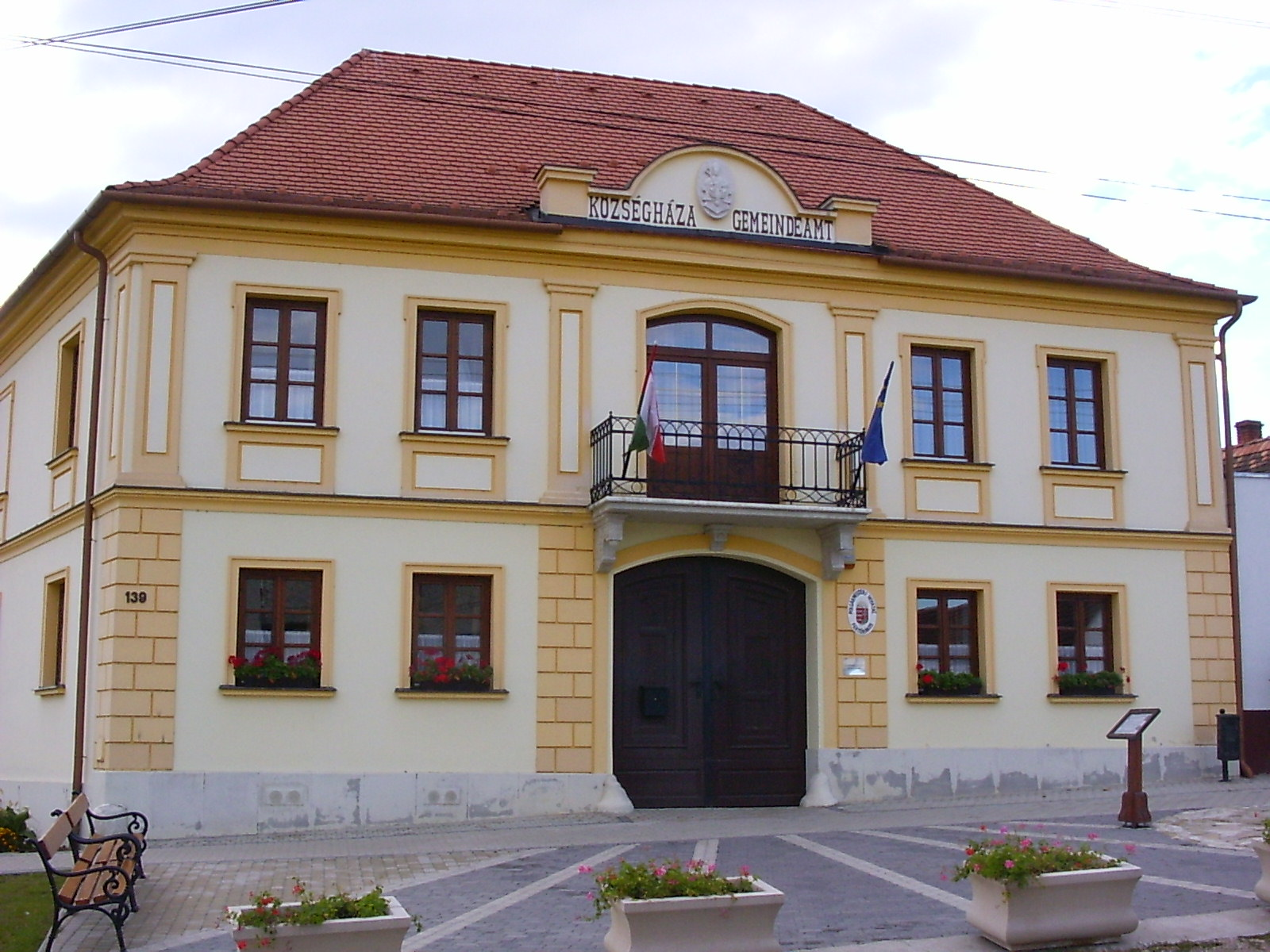
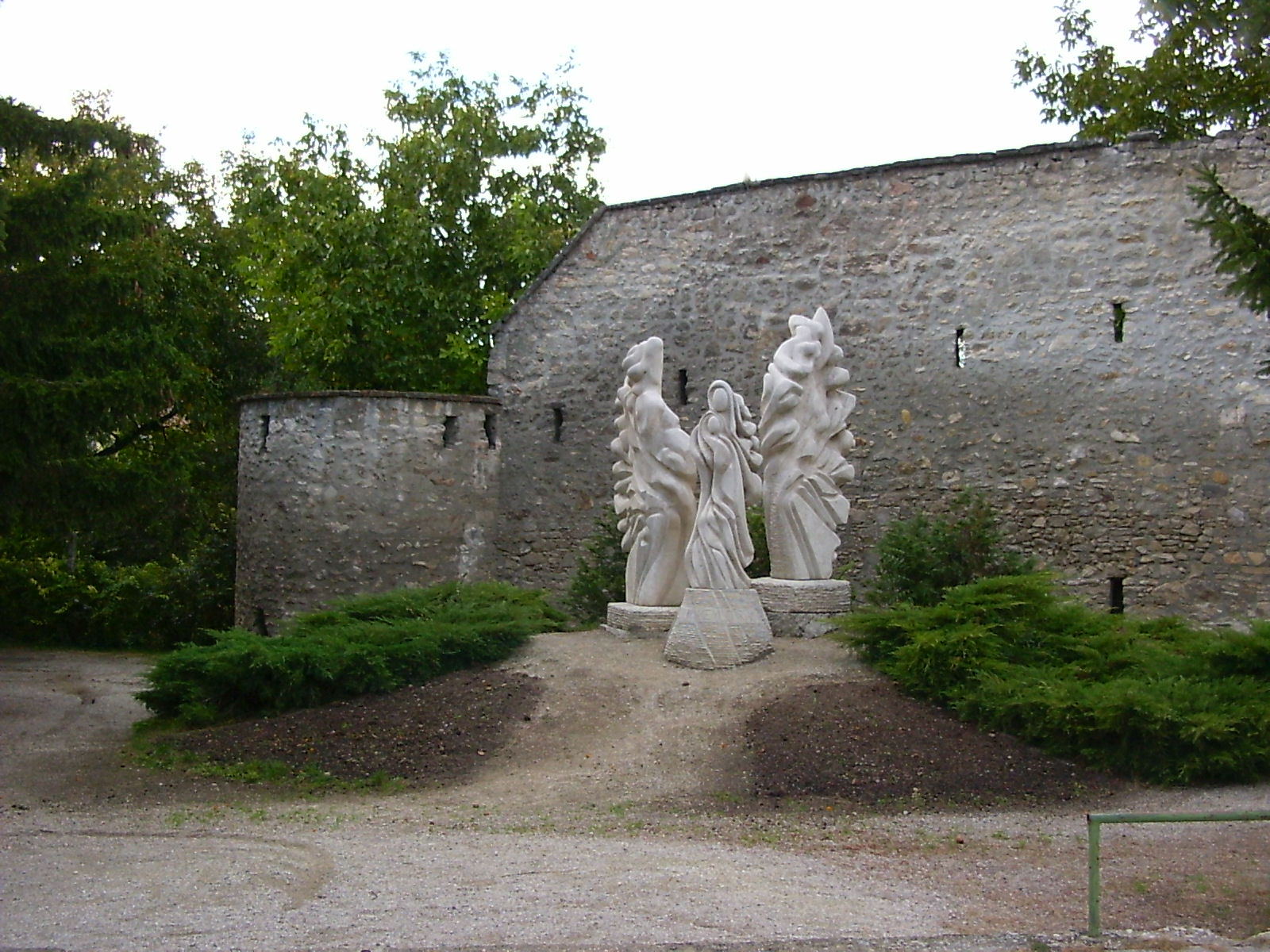
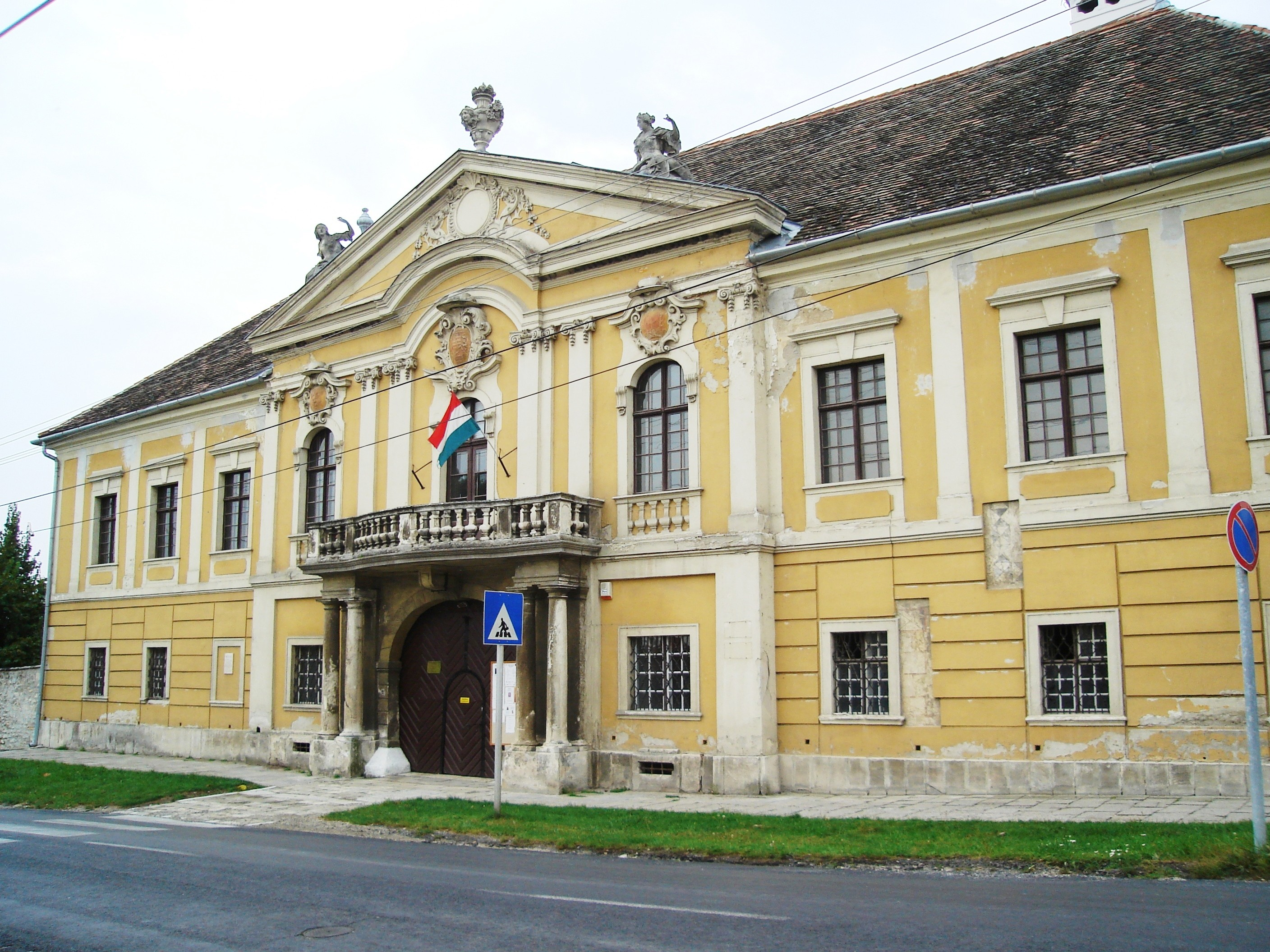
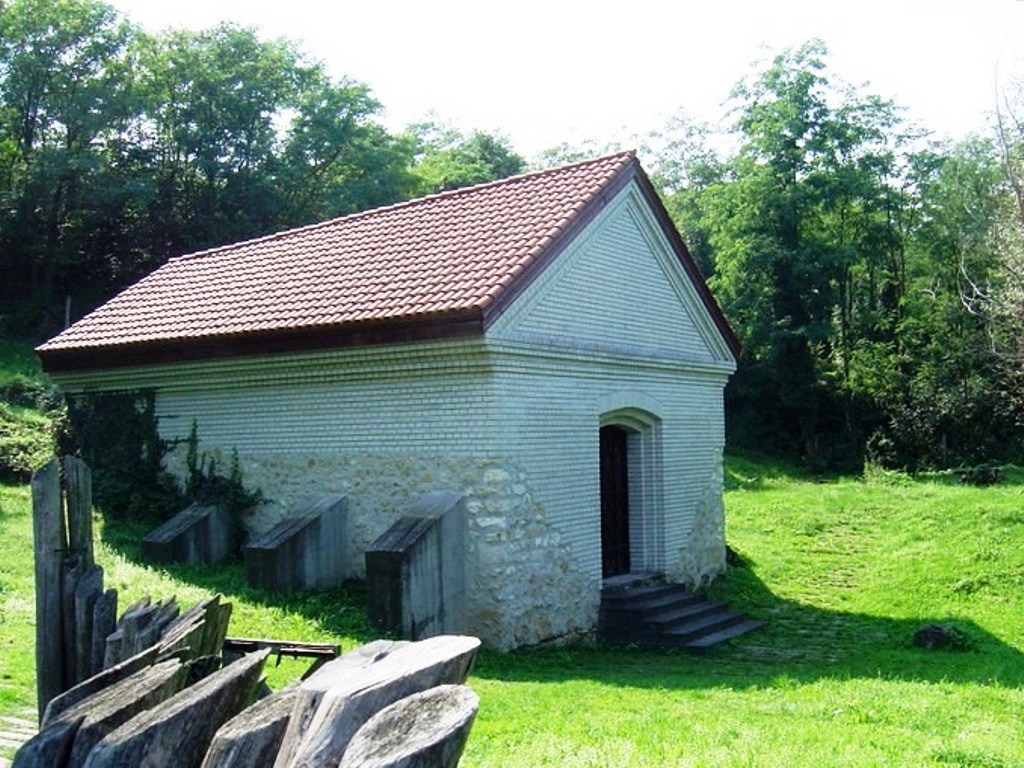
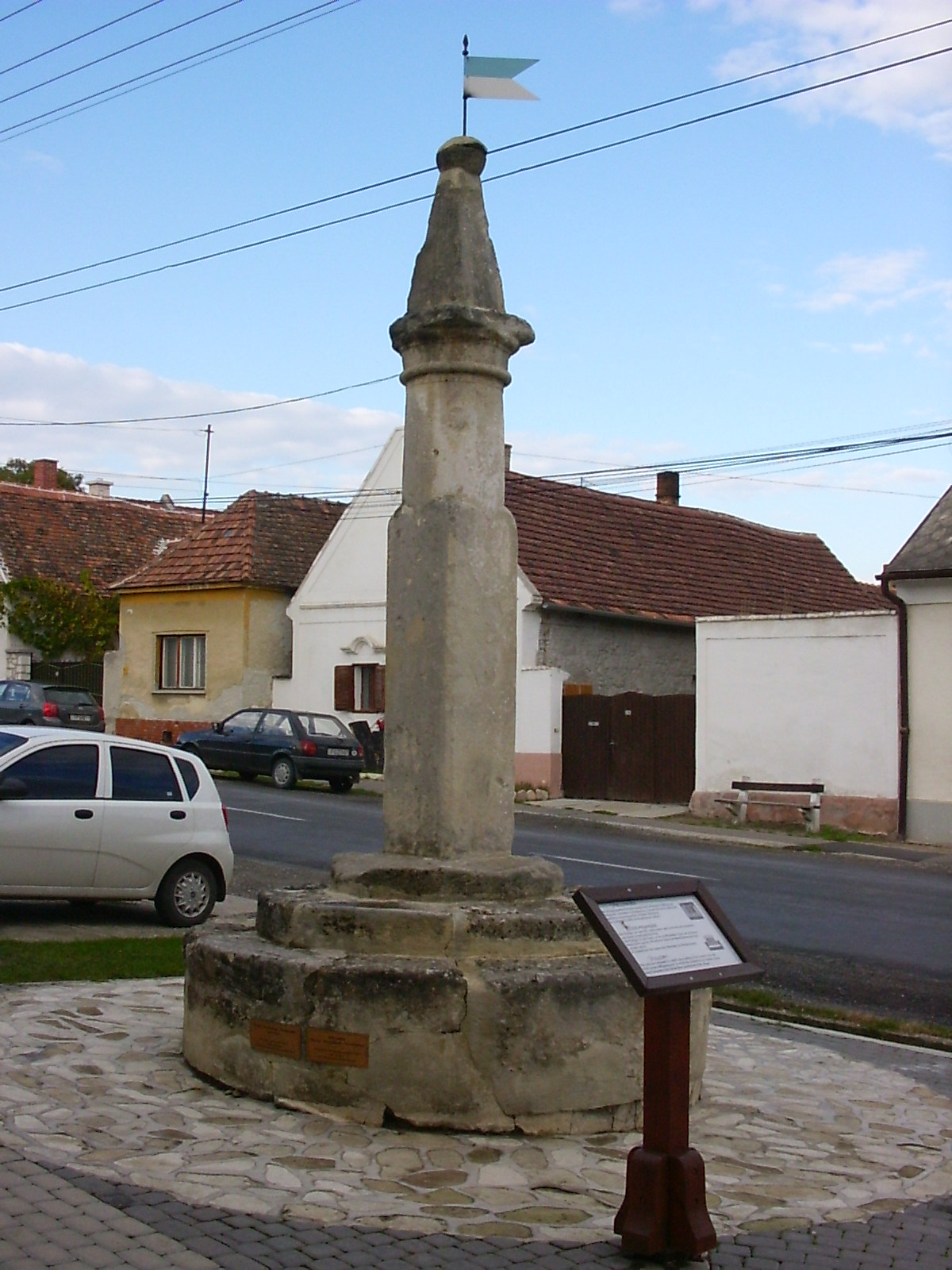
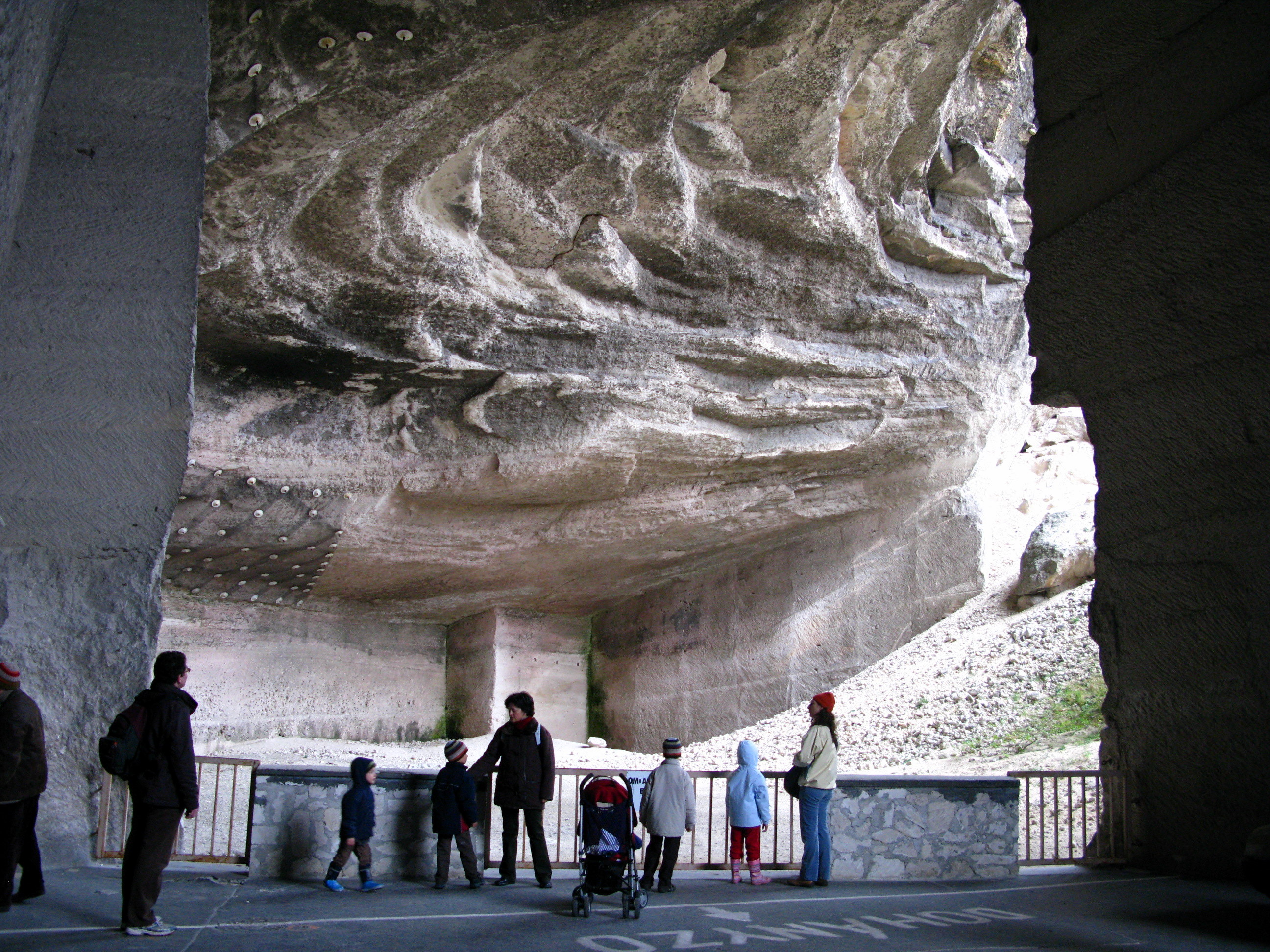
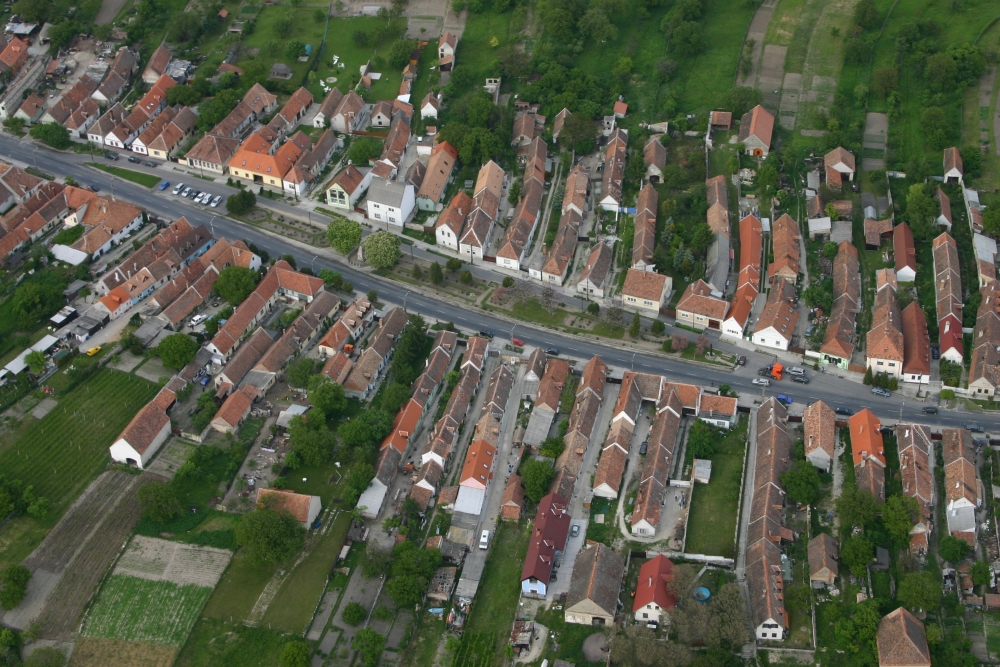